# Paul Ferenciac
Paul Ferenciac (Suceava, 17 maggio 1996) è un pallavolista italiano.
Gioca nel ruolo di schiacciatore nel Pineto Volley.

## Carriera
La carriera di Paul Ferenciac inizia nel 2009 quando entra a far parte delle giovanili della Top Volley di Latina; nel 2012 passa all'altro club pontino, l'Hydra Volley, con cui disputa la Serie C e, a seguito della promozione, nell'annata 2012-13, la Serie B2, ottenendo una nuova promozione.
Nella stagione 2013-14 viene promosso in prima squadra, ritornando alla Top Volley, dove resta per due annate. Per il campionato 2016-17 si accasa al pineto Volley, in Serie B.